# Anomalopus swansoni
Anomalopus swansoni är en ödleart som beskrevs av  Allen E. Greer och COGGER 1985. Anomalopus swansoni ingår i släktet Anomalopus och familjen skinkar. Inga underarter finns listade i Catalogue of Life.